# Amarildo de Mello
Amarildo de Mello (Campos dos Goytacazes, 10 de maio de 1966) é um carnavalesco com passagens por escolas do Carnaval de São Paulo e Rio de Janeiro.

## Carreira
Iniciou sua carreira como carnavalesco no ano de 1993 na escola de samba Boi da Ilha, pelo qual foi campeão do Grupos de acesso C, em seguida fez o carnaval do Dendê, pelo qual foi campeão dos Grupos de Acesso C e B nos anos de 1994 e 1995. Permanecendo a frente dessa agremiação por 4 anos, no ano de 1997 recebe o convite da Beija-Flor, onde esteve na Comissão de Carnaval e conquistou o título do Grupo Especial do ano de 1998. Já em 1999, desenvolveu o carnaval da Canários das Laranjeiras e no ano de 2001, foi para o Carnaval de São Paulo, onde desenvolveu o carnaval da Imperador do Ipiranga e estando também na Cubango, onde fez dupla com Max Lopes.
No ano de 2004, fez o carnaval da escolas Mocidade Independente de Inhaúma e Arranco. No ano seguinte, colaborou com a Comissão de Carnaval da Independente da Praça da Bandeira e também foi contratado como carnavalesco da Portela, onde dividiu com Nélson Ricardo e nos anos de 2006 e 2007, respectivamente com Ilvamar Magalhães e Cahê Rodrigues.
Foi contratado para ser o carnavalesco da Sereno de Campo Grande, onde dividiu com Oziene Furttado, ainda em 2007 e retornando a escola, em 2009 como integrante da Comissão de Carnaval. Depois esteve novamente ao Carnaval Paulista, onde desenvolveu o carnaval da Peruche, trazendo-a de volta ao Grupo especial, em seguida continuando no Especial e em 2012, novamente no acesso. 
No Carnaval de 2013, além de continuar como carnavalesco da Peruche, foi contratado pela terceira vez como carnavalesco para a Sereno de Campo Grande. em seguida foi contratado pela Águia de Ouro, onde trabalhou até 2017.
Foi o carnavalesco da X-9 Paulistana nos anos de 2018 e 2019 e atualmente atua como carnavalesco da Leandro de Itaquera. retornou ao Sereno de Campo Grande, em 2022, onde além de ser carnavalesco da estreante Fla Manguaça e de atua no carnaval de Belém, pela Rancho Não Posso Me Amofiná.

## Desfiles assinados por Amarildo de Mello
| Ano  | Escola                            | Colocação                 | Divisão                    | Enredo | Ref.          |
| ---- | --------------------------------- | ------------------------- | -------------------------- | --- | ------------- |
| 1993 | Boi da Ilha do Governador         | Campeã                    | Grupo B                    | O Boi mostra e faz a sua história | [ 7 ]         |
| 1994 | Acadêmicos do Dendê               | Campeã                    | Grupo C                    | Ser chic na avenida chique | [ 8 ]         |
| 1995 | Acadêmicos do Dendê               | Campeã                    | Grupo B                    | Essa água e fogo | [ 9 ]         |
| 1996 | Acadêmicos do Dendê               | Vice-Campeã               | Grupo B                    | Prédio roubado, Ponha-se na rua... Ora pois pois                                                                                      | [ 10 ]        |
| 1997 | Caprichosos de Pilares            | Vice-Campeã               | Grupo A                    | Do tambor ao computador |               |
| 1998 | Beija-Flor                        | Campeã                    | Grupo Especial             | Pará: O mundo místico dos Caruanas nas águas do Patu-Anu                                                                              | [ 11 ] [ 12 ] |
| 1999 | Canários das Laranjeiras          | 12º lugar                 | Grupo B                    | Bar Luiz, 112 anos da Boemia feliz | [ 13 ]        |
| 2000 | Acadêmicos do Cubango             | 11º lugar                 | Grupo A                    | Uma independência de fato | [ 14 ] [ 15 ] |
| 2001 | Imperador do Ipiranga             | 13º lugar                 | Grupo Especial             | Sonhando, brincando e sambando. Toda criança tem um brinquedo no Coração                                                              | [ 16 ]        |
| 2004 | Arranco                           | 8º lugar                  | Grupo B                    | Maria Augusta, O sonho nas estrelas                                                                                                   | [ 17 ]        |
| 2004 | Mocidade Independente de Inhaúma  | 11º lugar                 | Grupo D                    | Sonhando, Brincando, Sou criança, Sou o samba                                                                                         | [ 18 ]        |
| 2005 | Portela                           | 13º lugar                 | Grupo Especial             | Nós podemos - Oito ideias para mudar o mundo                                                                                          | [ 19 ]        |
| 2005 | Independente da Praça da Bandeira | 9º lugar                  | Grupo B                    | Josué de Castro - O descobridor da fome do Brasil                                                                                     | [ 20 ]        |
| 2006 | Portela                           | 7º lugar                  | Grupo Especial             | Brasil marca a sua cara e mostra para o mundo                                                                                         | [ 21 ]        |
| 2007 | Portela                           | 7º lugar                  | Grupo Especial             | Os Deuses do Olimpo na terra do carnaval: Uma festa dos esportes, da saúde e da beleza                                                | [ 22 ]        |
| 2007 | Sereno de Campo Grande            | 10º lugar                 | Grupo B                    | É carnaval! A Coruja mandou avisar... Deu Águia, Viva a Portela!                                                                      | [ 23 ]        |
| 2009 | Sereno de Campo Grande            | 5º lugar                  | Grupo B                    | Eu fiz de tudo pra você não esquecer de mim. "Ta-hi" - cem anos de Carmem Miranda                                                     | [ 24 ]        |
| 2010 | Unidos do Peruche                 | Vice-Campeã               | Grupo de acesso 1          | São Paulo, olhai por nós! | [ 25 ]        |
| 2011 | Unidos do Peruche                 | 14º lugar                 | Grupo Especial             | Bravo! Bravíssimo! Peruche Apresenta 100 Anos do Theatro Municipal de São Paulo - O Retrato da Arte Brasileira                        | [ 26 ]        |
| 2012 | Unidos do Peruche                 | 6º lugar                  | Grupo de acesso 1          | Vamos fugir do Juízo Final - Ainda há tempo                                                                                           | [ 27 ]        |
| 2012 | X-9                               | Campeã                    | Grupo Especial             | O majestoso palco negro - "A NOITE"                                                                                                   |               |
| 2013 | Sereno de Campo Grande            | 17º lugar                 | Série A                    | Na busca da paz, equilíbrio e harmonia. Bem aventurados sejam os que ouvem a voz de Deus!                                             | [ 28 ]        |
| 2013 | Peruche                           | 6º lugar                  | Grupo de acesso 1          | O povo da floresta está em festa. A tribo da Peruche vai passar                                                                       | [ 29 ]        |
| 2013 | X-9                               | Sem Julgamento            | Grupo Especial             | em ou mal mas fale de mim - Sou X-9 até o fim                                                                                         |               |
| 2014 | Águia de Ouro                     | 3º lugar                  | Grupo Especial             | A velha Bahia apresenta o centenário do poeta cancioneiro Dorival Caymmi                                                              | [ 30 ]        |
| 2014 | X-9                               | Vice-Campeã               | Grupo Especial             | Bem ou mal mas fale de mim - Sou X-9 até o fim                                                                                        |               |
| 2015 | Águia de Ouro                     | 4º lugar                  | Grupo Especial             | Brasil e Japão: 120 anos de união | [ 31 ]        |
| 2015 | X-9                               | Campeã                    | Grupo Especial             | Tudo que vi lá, aprendi... De navio trouxe para aqui e hoje bato palmas para ti!"                                                     |               |
| 2016 | Águia de Ouro                     | 8º lugar                  | Grupo Especial             | Ave Maria cheia de faces | [ 32 ]        |
| 2017 | Águia de Ouro                     | 13º lugar                 | Grupo Especial             | Amor com amor se paga. Uma história animal!                                                                                           | [ 33 ]        |
| 2018 | X-9 Paulistana                    | 11º lugar                 | Grupo Especial             | A voz do samba é a voz de Deus. Depois da tempestade, vem a bonança!                                                                  |               |
| 2019 | X-9 Paulistana                    | 10º lugar                 | Grupo Especial             | Meu lugar é cercado de luta e suor, esperança num mundo melhor! O show tem que continuar                                              | [ 34 ]        |
| 2020 | Leandro de Itaquera               | 6º Lugar                  | Acesso 1                   | Das Savanas Africanas, às Savanas de Itaquera. Sou África! Berço do mundo, Leões de uma força Abençoada!                              |               |
| 2022 | Rancho Não Posso Me Amofiná       | Não houve disputa         | Grupo Especial             | |               |
| 2022 | Leandro de Itaquera               | 8º Lugar                  | Acesso 1                   | No ecoar dos tambores e no feitiço da Leandro – De Daomé as terras da encantaria – O cortejo da rainha Jeje e os segredos de Xelegbtá | [ 35 ]        |
| 2022 | Sereno de Campo Grande            | 5º Lugar                  | Série Prata                | Se o samba tem mandinga, vem da África a nossa ginga                                                                                  |               |
| 2022 | Fla Manguaça                      | Campeã                    | Grupo de Avaliação         | Sou Resistência! Sou da Pele Preta! Sou Voz da Favela que não se Cala! Muito prazer, sou Fla Manguaça!                                | [ 36 ]        |
| 2023 | Rancho Não Posso Me Amofiná       | 4º Lugar                  | Grupo Especial             | A Ilha das maravilhas e o mundo perdido dos marajós: o arquipélago que encanta!                                                       |               |
| 2023 | Fla Manguaça                      | Campeã                    | Série Bronze               | Os Orixás Te Recebem em Festa... Rogai Por Nós, São Judas Tadeu                                                                       |               |
| 2024 | Fla Manguaça                      | Vice-Campeã (Terça-Feira) | Série Prata                | Quer apostar? |               |
| 2025 | Fla Manguaça                      | 13º Lugar                 | Série Prata                | Coletivo Gazela Negra - O Quilombo Contra o Racismo                                                                                   | [ 37 ]        |
| 2025 | Raça Rubro-Negra                  | 9.º Lugar                 | Série Bronze (Sexta-feira) | Negro Sim, de Sangue Rubro, sou Raça! Na Luta por Anastácias sem Mordaça!                                                             |               |